# 馬里恩島

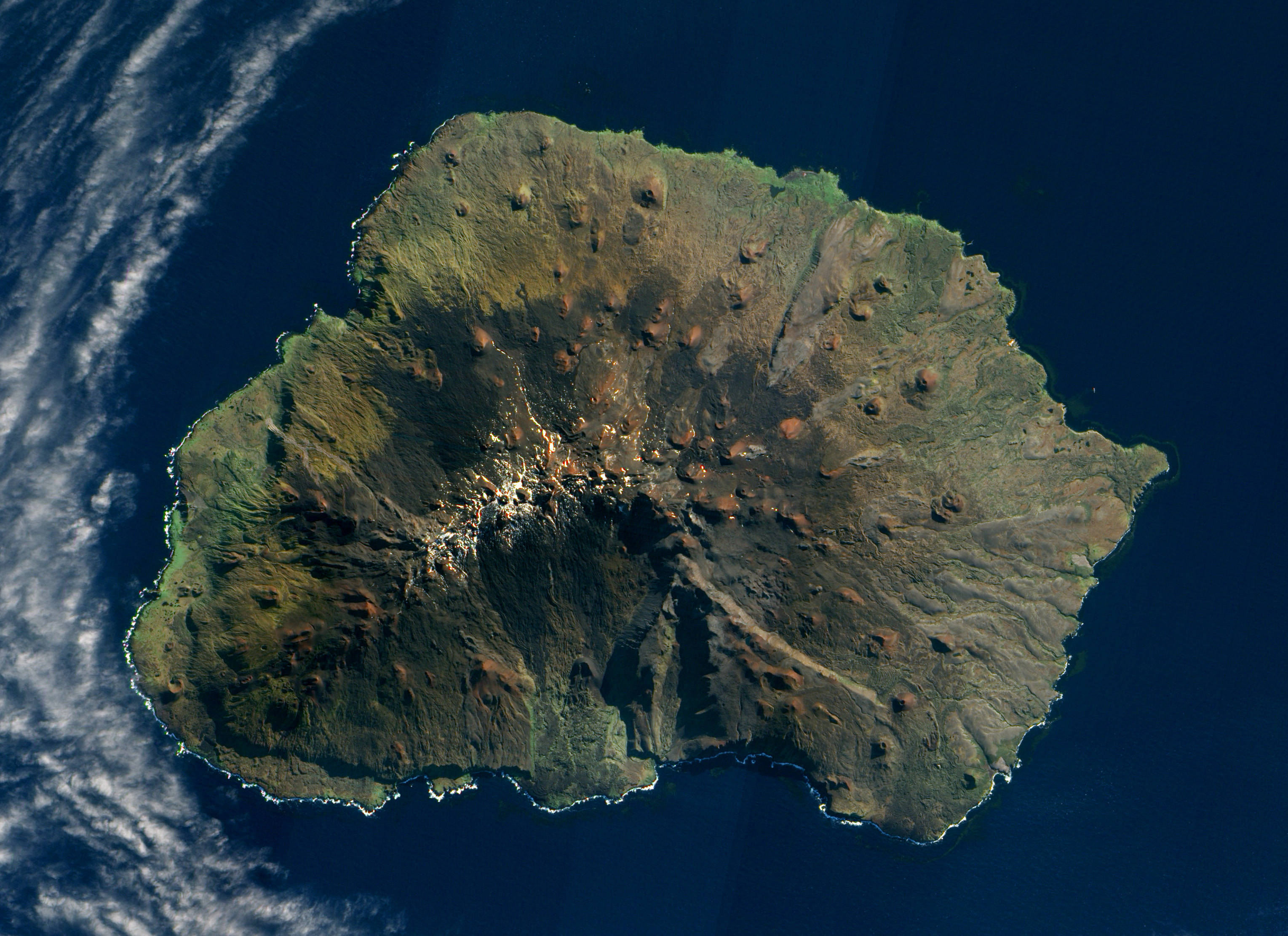

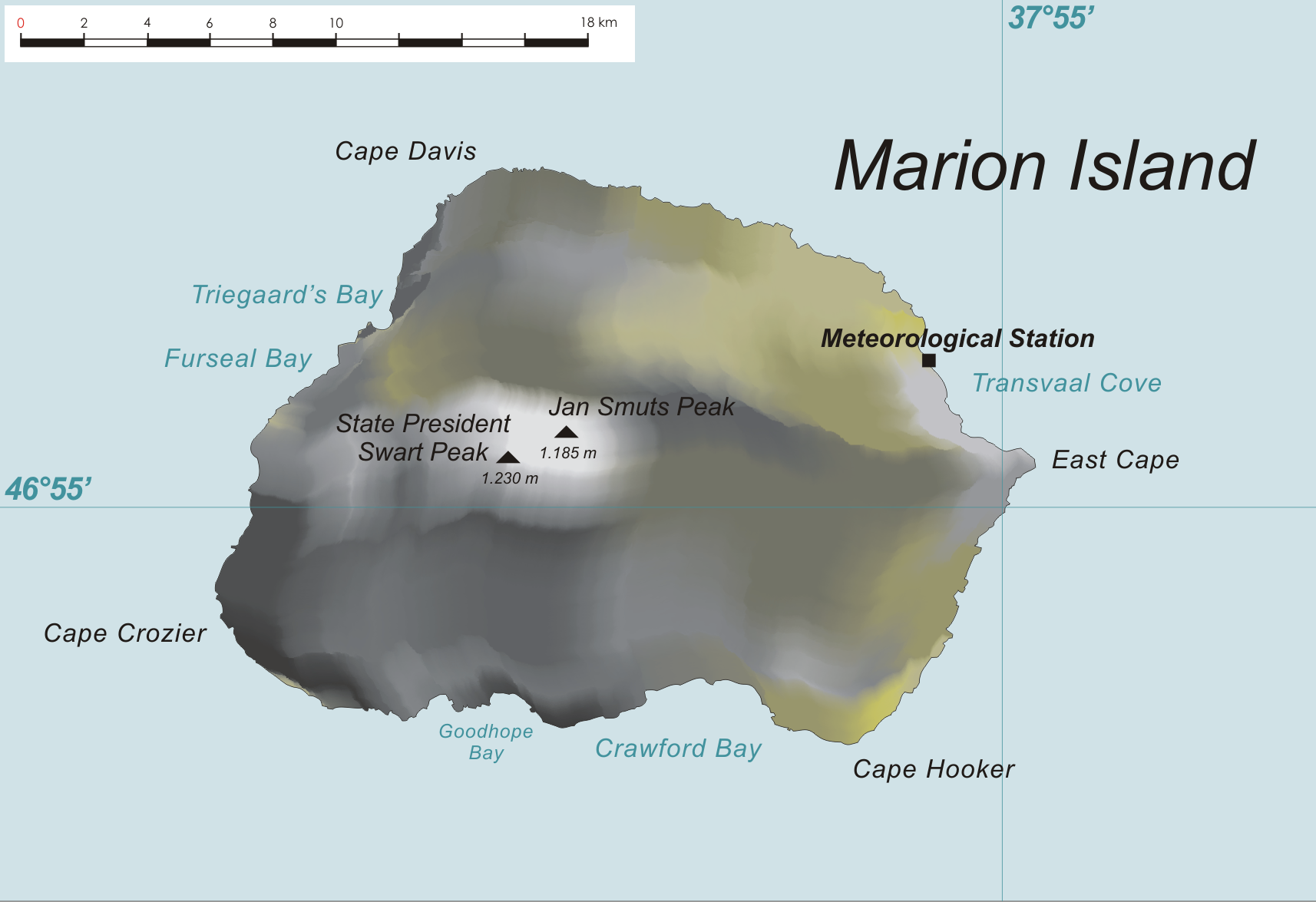

馬里恩島是南非的島嶼，位於印度洋南部海域，屬於愛德華王子群島的一部分，由西開普省負責管轄，長25公里、寬18公里，面積290平方公里，最高點海拔高度1,242米，島上無人居住。無樹木僅有稀疏苔原，為地球上少見的高雨量荒漠區。